# Leandra hirta
Leandra hirta är en tvåhjärtbladig växtart som beskrevs av Giuseppe Raddi. Leandra hirta ingår i släktet Leandra och familjen Melastomataceae. Inga underarter finns listade i Catalogue of Life.